# Брахми, Мохаммед
Мохаммед Брахми (араб. محمد براهمي‎, 15 мая 1955, Сиди-Бузид — 25 июля 2013, Тунис) — тунисский политик левого толка. Основатель Народного движения, получившего два места в национальной ассамблее по итогам выборов 2011 года.

## Биография
Мохаммед Брахми родился 15 мая 1955 года в Сиди-Бузиде, столице вилайета Сиди-Бу-Зид. В 1982 году окончил Высший институт управления Тунисского университета со степенью магистра в области бухгалтерского учёта. Затем, как профессор экономики и управления преподавал в течение двух лет в Техническом колледже им. Менцеля Бургибы.
Позже он был сотрудником Управления ирригации, а с 1985 по 1993 год работал в области недвижимости. Был аудитором в Агентстве по техническому сотрудничеству в Саудовской Аравии. С 2004 года он работал в качестве бизнес-менеджера в сфере недвижимости.

### Политическая карьера
Брахми был активным членом Арабского прогрессивного союза студентов до 2005 года, после чего он основал Насеристское движение, нелегальную партию при президенте Бен Али. После тунисской революции, Брахми создал Народное движение и стал его первым генеральным секретарём. 13 апреля 2013 года движение стало союзничать с другими левыми силами в Народном фронте.
Приверженец идей Гамаля Абдель Насера, Брахми был известен своими социалистическими, панарабистскими убеждениями. Несмотря на то, что Брахми был верующим мусульманином, он состоял в членах анти-исламистского Народного фронта; при этом у него было много друзей в правящей исламистской Партии возрождения.

## Убийство
25 июля 2013 года Мохаммед Брахми был смертельно ранен двумя мужчинами на мотоцикле, когда сидел в автомобиле у своего дома на глазах у жены и детей. Скончался в тот же день от 14 пулевых ранений в больнице в Ариане, районе Туниса. Убийство произошло в День республики.
Смерти Брахми предшествовало убийство Шокри Белаида, 6 февраля 2013 года. Они были членами одной коалиции левых сил. Министр внутренних дел Туниса Лотфи Бен Джедду на пресс-конференции заявил, что «эта информация стала неожиданной — полуавтоматический пистолет калибра 9 мм был тем же, который был использован при убийстве мученика Шокри Белаида. Это не просто тот же самый тип оружия, это тот же самый пистолет». Подозреваемыми в обоих убийствах были названы Бубакар Хаким и Лутфи Зайн. По словам тунисских властей, Хаким и Зайн входят в состав секты салафитов, численностью 14 человек, подозреваемой в контрабанде оружия из Ливии. Кроме того, ещё шесть человек были объявлены в розыск.
Государственные похороны Брахми состоялись 27 июля на кладбище Джеллаз. Гроб с телом Брахми, покрытый флагом Туниса, был пронесён по улицам столицы. В похоронах приняли участие тысячи человек, призвавшие к свержению правительства, после чего полиция применила слезоточивый газ к протестующим.

## Последствия
После убийства Брахми, его родственники, сотни сторонников и члены Народного движения, устроили демонстрацию перед зданием Министерства внутренних дел на авеню Хабиба Бургибы и обвинили правящую Партию возрождения в организации убийства. Сотни его сторонников также протестовали в Сиди-Бузиде, родном городе Брахми, где начались события арабской весны. Партия возрождения отвергла обвинения родственников политика в том, что она причастна к этому убийству.
26 июля крупнейший профсоюз Туниса призвал к всеобщей забастовке. Были отменены все рейсы национальной авиакомпании Tunisair. Демонстранты собрались во всех больших городах страны с требованием отставки правительства.
После протестов, ушёл в отставку министр образования Салем Лабиах. Оппозиционное меньшинство в национальной ассамблее призвало правительство уйти в отставку и распустить парламент, но премьер-министр Али Лараед заявил, что правительство будет продолжать свою работу, а также назначил на 17 декабря проведение всеобщих выборов (позже перенесены на конец 2014 года). Однако в январе 2014 года, Лараед ушёл с поста премьер-министра.
19 сентября 2013 года, министр внутренних дел Туниса Лотфи Бен Джедду заявил на заседании национального собрания, что ЦРУ США сообщало властям Туниса о готовящемся покушении на Брахми, но спецслужбы не прореагировали должным образом на это сообщение. Также он сообщил о начале расследования.
9 февраля 2014 года в результате спецоперации в пригороде Туниса был задержан подозреваемый в убийстве Брахми. Вместе с Хмедом эль-Мелки, известным под кличкой Сомали, задержали ещё трёх участников «террористической группы», чьи имена не раскрываются. В министерстве внутренних дел спецоперацию назвали успешной.